# White Noise (chanson)
Pour les articles homonymes, voir White Noise.
Singles de Disclosure featuring AlunaGeorge
Latch
(2012) You & Me
(2013)
White Noise est le deuxième single issu de l'album Settle du duo britannique de musique électronique Disclosure et sorti en 2013. Il est chanté par Aluna Francis.

## Liste des titres
Toutes les chansons sont écrites et composées par Jimmy Napes, Howard Lawrence, Guy Lawrence, Aluna Francis, George Reid.
| 1. | White Noise | 5:40 |

## Classements
| Classement (2013)                                 | Meilleure position |
| ------------------------------------------------- | ------------------ |
| Belgique (Flandre Ultratop 50 Singles)            | 19                 |
| Belgique (Ultratop Flandres Dance)                | 1                  |
| Belgique (Ultratop Wallonie Dance Bubbling Under) | 2                  |
| Hongrie (Rádiós Top 40)                           | 13                 |
| Irlande (IRMA)                                    | 51                 |
| Écosse (OCC)                                      | 10                 |
| Royaume-Uni (UK Dance Chart)                      | 1                  |
| Royaume-Uni (UK Singles Chart)                    | 2                  |

### Classements en fin d'année
| Classement (2013) | Position |
| ----------------- | -------- |
| Hongrie           | 74       |

### "Royals/White Noise" (version live)
| Classement (2014)                     | Meilleur position |
| ------------------------------------- | ----------------- |
| Irlande (IRMA)                        | 93                |
| Nouvelle-Zélande (Recorded Music NZ)  | 9                 |
| Royaume-Uni (Official Charts Company) | 72                |

## Historique des sorties
| Pays        | Date             | Format                 | Label          |
| ----------- | ---------------- | ---------------------- | -------------- |
| Royaume-Uni | 1er février 2013 | Téléchargement digital | Island Records |